# ستيبان شابمان
ستيبان شابمان (بالإنجليزية: Stepan Chapman)‏ (27 مايو 1951، شيكاغو في الولايات المتحدة - 27 يناير 2014)؛ روائي أمريكي.